# 齊布利夫卡 (敖德薩州)
47°5′20″N 30°9′24″E / 47.08889°N 30.15667°E
齊布利夫卡（烏克蘭語：Цибулівка）是位於烏克蘭西南部的村莊，由敖德萨州贝雷济夫卡区的茲納姆揚卡市鎮負責管轄。該村始建於1820年，面積0.92平方公里，海拔高度27米，2001年人口399，人口密度每平方公里433.7人。